# Jambo Street Music
Jambo Street Music és un festival de música al carrer que se celebra anualment des del 2014 durant el mes de juny (el cap de setmana abans de Sant Joan) a Andorra la Vella. Es caracteritza per ser un esdeveniment de petit format totalment gratuït que es diversifica en set escenaris a peu de carrer distribuïts pel centre històric de la capital andorrana. El seu director musical és Oriol Vilella i Sala.
Durant els anys ha abraçat diferents estils musicals, i sempre adaptats a l'entorn amb l'única premissa que sigui música en directe. Pels cartells del festival han passat artistes de contrastada trajectòria, i sobretot s'han fomentat els artistes locals, esdevenint així una plataforma per donar-se a conèixer.
Per a l'edició 2019, en la que el festival s'internacionalitzà, hi participaren un trentena de bandes, entre les quals destaquen Juan Perro, Fundación Tony Manero i Anímic. A més a més, es presentà el nou àlbum de Shuffle Express.

## Esdeveniments
- Autocine: en les primeres edicions es va crear un cinema a l'aire lliure anomenat “Cinema a la Fresca” en què el públic podia gaudir d'una bona pel·lícula relacionada amb el món musical acompanyada d'unes crispetes. El 2018, amb la celebració del 40è aniversari de Grease, l'organització va voler fer un pas i crear l'Autocine.
- Concert Vertical: el concert és una fusió d'audiovisuals i música que es projecta a la façana de la Casa Bauró (placeta Sant Esteve) on l'espai es converteix en un espectacle visual amb Vídeo mapping. La Casa Bauró és un edifici emblemàtic del Principat on actualment hi ha la Biblioteca Nacional d'Andorra. Amb un prestigi atorgat pel Govern el 1996 per la necessitat d'establir una protecció del fons bibliogràfic nacional, avui el Jambo Street Music té el plaer de poder disposar de les seves instal·lacions per a aquest esdeveniment particular en què la música i l'art es fusionen a la façana de la Casa Bauró.
- Jambo Kids: el Jambo Kids és l'esdeveniment que tanca el festival i està dedicat als més petits. Ubicat a la plaça Guillemó és una de les activitats més populars del festival.[7]

## Cartell
- 2021: Red Pèrill, Marc Parrot i Cobra Balm, entre d'altres.[8]
- 2019: Santiago Auserón ("Juan Perro"), Fundación Tony Manero, Anímic i Ominira, entre d'altres.
- 2018: Madretomasa, Joana Serrat, Marcel Làzara i Júlia Arrey, entre d'altres.
- 2017: Quimi Portet, Paula Valls, Shuffle Express i Komanem, entre d'altres.
- 2016: Freyja, The Velvet Blues Band, Núria Graham i Halldor Mar, entre d'altres.
- 2015: Manu & The Vodka's, Gossos, Likantropika i Love it, entre d'altres.
- 2014: Taylor and Son, Bluetonics, One Way, Madretomasa, Velvet Blues Band, entre d'altres.